# Élections municipales de 2014 dans la Loire
Les élections municipales se sont déroulées les 23 et 30 mars 2014 dans la Loire.

## Maires sortants et maires élus
Saint-Étienne, préfecture du département et remportée par le PS en 2008, repasse à droite. La gauche perd Montbrison, Roanne, Roche-la-Molière et Saint-Chamond. Elle subit plusieurs défaites dans l'arrière-pays avec notamment Boën-sur-Lingon, Saint-Marcellin-en-Forez et Villerest. Les gains de Saint-Héand, Saint-Priest-en-Jarez et Savigneux ne suffisent pas à compenser ce bilan défavorable. Les centristes reculent eux aussi en perdant Bonson, L'Horme et Saint-Just-Saint-Rambert. La droite devient ainsi majoritaire dans le département.  
| Commune                  | Population | Maire sortant         | Parti | Parti | Maire élu             | Parti | Parti |
| ------------------------ | ---------- | --------------------- | ----- | ----- | --------------------- | ----- | ----- |
| Andrézieux-Bouthéon      | 9 732      | Jean-Claude Schalk    |       | DVD   | Jean-Claude Schalk    |       | DVD   |
| Balbigny                 | 2 864      | Jean-Marc Regny       |       | SE    | Gilles Dupin          |       | SE    |
| Boën-sur-Lignon          | 3 197      | Lucien Moullier       |       | PRG   | Pierre-Jean Rochette  |       | SE    |
| Bonson                   | 3 634      | Joseph Deville        |       | MoDem | Joseph Deville        |       | SE    |
| Bourg-Argental           | 2 984      | Stéphane Heyraud      |       | DVG   | Stéphane Heyraud      |       | DVG   |
| Charlieu                 | 3 717      | Bruno Berthelier      |       | PS    | Bruno Berthelier      |       | PS    |
| Chavanay                 | 2 835      | Édouard Roche         |       | SE    | Patrick Metral        |       | SE    |
| Chazelles-sur-Lyon       | 5 124      | Pierre Véricel        |       | UMP   | Pierre Vericel        |       | UMP   |
| Commelle-Vernay          | 2 796      | Jean-Louis David      |       | DVD   | Daniel Frechet        |       | UMP   |
| Feurs                    | 7 922      | Jean-Pierre Taîte     |       | UMP   | Jean-Pierre Taîte     |       | UMP   |
| Firminy                  | 16 993     | Marc Petit            |       | PCF   | Marc Petit            |       | PCF   |
| Fraisses                 | 3 861      | Joseph Sotton         |       | PCF   | Joseph Sotton         |       | PCF   |
| Genilac                  | 3 763      | Maurice Boyer         |       | DVD   | Denis Barriol         |       | DVD   |
| L'Étrat                  | 2 667      | Yves Morand           |       | DVD   | Yves Morand           |       | DVD   |
| L'Horme                  | 4 761      | Solange Berlier       |       | UDI   | Enzo Viviani          |       | DVD   |
| La Fouillouse            | 4 354      | Yves Partrat          |       | DVD   | Yves Partrat          |       | DVD   |
| La Grand-Croix           | 5 067      | Michel Chatagnon      |       | DVD   | Luc François          |       | DVD   |
| La Ricamarie             | 7 973      | Marc Faure            |       | PCF   | Marc Faure            |       | PCF   |
| La Talaudière            | 6 477      | Pascal Garrido        |       | DVG   | Pascal Garrido        |       | DVG   |
| Le Chambon-Feugerolles   | 12 496     | Jean-François Barnier |       | UDI   | Jean-François Barnier |       | DVD   |
| Le Coteau                | 6 871      | Jean-Paul Burdin      |       | SE    | Jean-Louis Desbenoit  |       | SE    |
| Lorette                  | 4 575      | Gérard Tardy          |       | DVD   | Gérard Tardy          |       | DVD   |
| Mably                    | 7 603      | Jean-Jacques Ladet    |       | PS    | Jean-Jacques Ladet    |       | DVG   |
| Montbrison               | 15 324     | Liliane Faure         |       | PS    | Christophe Bazile     |       | DVD   |
| Montrond-les-Bains       | 4 852      | Claude Giraud         |       | UMP   | Claude Giraud         |       | UMP   |
| Panissières              | 2 972      | Serge Mayoud          |       | SE    | Christian Mollard     |       | SE    |
| Pélussin                 | 3 511      | Georges Bonnard       |       | DVD   | Georges Bonnard       |       | DVD   |
| Perreux                  | 2 191      | Guy Monroe            |       | SE    | Jean Yves Boire       |       | SE    |
| Pouilly-sous-Charlieu    | 2 544      | Georges Bonnot        |       | SE    | Philippe Jarsaillon   |       | SE    |
| Renaison                 | 2 877      | Jacques Thirouin      |       | SE    | Michel Gay            |       | SE    |
| Riorges                  | 10 775     | Roland Devis          |       | PS    | Jean-Luc Chervin      |       | PS    |
| Rive-de-Gier             | 14 709     | Jean-Claude Charvin   |       | UMP   | Jean-Claude Charvin   |       | DVD   |
| Roanne                   | 36 147     | Laure Déroche         |       | PS    | Yves Nicolin          |       | LR    |
| Roche-la-Molière         | 10 316     | Marie-Hélène Sauzéa   |       | PS    | Eric Berlivet         |       | UDI   |
| Saint-Chamond            | 35 419     | Philippe Kizirian     |       | PS    | Hervé Reynaud         |       | DVD   |
| Saint-Cyprien            | 2 306      | Henri Faure           |       | SE    | Marc Archer           |       | SE    |
| Saint-Étienne            | 170 049    | Maurice Vincent       |       | PS    | Gaël Perdriau         |       | LR    |
| Saint-Galmier            | 5 580      | Jean-Yves Charbonnier |       | DVD   | Jean-Yves Charbonnier |       | DVD   |
| Saint-Genest-Lerpt       | 5 775      | Christian Julien      |       | DVG   | Christian Julien      |       | DVG   |
| Saint-Genest-Malifaux    | 2 907      | Daniel Mandon         |       | DVD   | Vincent Ducreux       |       | SE    |
| Saint-Héand              | 3 570      | Bernard Philibert     |       | UDI   | Jean-Marc Thélisson   |       | DVG   |
| Saint-Jean-Bonnefonds    | 6 436      | Jacques Frecenon      |       | DVG   | Marc Chavanne         |       | DVG   |
| Saint-Just-Saint-Rambert | 14 135     | Alain Laurendon       |       | UDI   | Olivier Joly          |       | DVD   |
| Saint-Marcellin-en-Forez | 4 295      | Michel Berger         |       | DVG   | Éric Lardon           |       | SE    |
| Saint-Martin-la-Plaine   | 3 706      | Christian Fayolle     |       | DVG   | Christian Fayolle     |       | DVG   |
| Saint-Paul-en-Jarez      | 4 151      | Pascal Majonchi       |       | DVD   | Pascal Majonchi       |       | DVD   |
| Saint-Priest-en-Jarez    | 6 158      | Jean-Michel Pauze     |       | DVD   | Jean-Michel Pauze     |       | DVG   |
| Saint-Romain-le-Puy      | 3 676      | Serge Berard          |       | DVD   | Annick Brunel         |       | DVD   |
| Savigneux                | 3 270      | Pierre Gentil-Perret  |       | DVD   | Christophe Bretton    |       | DVG   |
| Sorbiers                 | 7 799      | Raymond Joassard      |       | PS    | Raymond Joassard      |       | PS    |
| Sury-le-Comtal           | 5 792      | Roger Damas           |       | SE    | Yves Martin           |       | SE    |
| Unieux                   | 8 702      | Christophe Faverjon   |       | PCF   | Christophe Faverjon   |       | PCF   |
| Veauche                  | 8 563      | Monique Girardon      |       | DVD   | Monique Girardon      |       | DVD   |
| Villars                  | 7 785      | Paul Celle            |       | UDI   | Paul Celle            |       | UDI   |
| Villerest                | 4 666      | Paul Court            |       | DVG   | Philippe Perron       |       | DVD   |

## Résultats dans les communes de plus de2 000 habitants

### Andrézieux-Bouthéon
- Maire sortant : Jean-Claude Schalk (DVD)
- 29 sièges à pourvoir au conseil municipal (population légale 2011 : 9 732 habitants)
- 3 sièges à pourvoir au conseil communautaire (Saint-Étienne Métropole)

| Tête de liste            | Tête de liste         | Liste          | Premier tour | Premier tour | Second tour | Second tour | Sièges | Sièges |
| Tête de liste            | Tête de liste         | Liste          | Voix         | %            | Voix        | %           | CM     | CC     |
| ------------------------ | --------------------- | -------------- | ------------ | ------------ | ----------- | ----------- | ------ | ------ |
|                          | Jean-Claude Schalk *  | SE             | 1 186        | 33,89        | 1 482       | 42,16       | 21     | 2      |
|                          | Jean-Marc Pangaud     | SE             | 749          | 21,40        | 1 402       | 39,88       | 6      | 1      |
|                          | Sylvain Salla         | UDI            | 528          | 15,09        | 631         | 17,95       | 2      |        |
|                          | Véronique Fouchecourt | DVG            | 393          | 11,23        |             |             |        |        |
|                          | Maurice Ledrappier    | SE             | 336          | 9,60         |             |             |        |        |
|                          | Roland Jouve          | SE             | 307          | 8,77         |             |             |        |        |
|                          |                       |                |              |              |             |             |        |        |
| Inscrits                 | Inscrits              | Inscrits       | 6 006        | 100,00       | 6 006       | 100,00      |        |        |
| Abstentions              | Abstentions           | Abstentions    | 2 414        | 40,19        | 2 362       | 39,33       |        |        |
| Votants                  | Votants               | Votants        | 3 592        | 59,81        | 3 644       | 60,67       |        |        |
| Blancs et nuls           | Blancs et nuls        | Blancs et nuls | 93           | 2,59         | 129         | 3,54        |        |        |
| Exprimés                 | Exprimés              | Exprimés       | 3 499        | 97,41        | 3 515       | 96,46       |        |        |
| * Liste du maire sortant |                       |                |              |              |             |             |        |        |

### Balbigny
- Maire sortant : Jean-Marc Regny
- 23 sièges à pourvoir au conseil municipal (population légale 2011 : 2 864 habitants)
- 7 sièges à pourvoir au conseil communautaire (CC de Forez-Est)

|                | Gilles Dupin   | SE             | 625   | 50,60  | 18 | 6 |  |  |
|                | André Thomas   | SE             | 610   | 49,39  | 5  | 1 |  |  |
|                |                |                |       |        |    |   |  |  |
| Inscrits       | Inscrits       | Inscrits       | 1 981 | 100,00 |    |   |  |  |
| Abstentions    | Abstentions    | Abstentions    | 660   | 33,32  |    |   |  |  |
| Votants        | Votants        | Votants        | 1 321 | 66,68  |    |   |  |  |
| Blancs et nuls | Blancs et nuls | Blancs et nuls | 86    | 6,51   |    |   |  |  |
| Exprimés       | Exprimés       | Exprimés       | 1 235 | 93,49  |    |   |  |  |

### Boën-sur-Lignon
- Maire sortant : Lucien Moullier (PRG)
- 23 sièges à pourvoir au conseil municipal (population légale 2011 : 3 197 habitants)
- 8 sièges à pourvoir au conseil communautaire (CA Loire Forez Agglomération)

|                          | Pierre-Jean Rochette | DVD            | 870   | 55,20  | 18 | 6 |  |  |
|                          | Lucien Moullier *    | DVG            | 706   | 44,79  | 5  | 2 |  |  |
|                          |                      |                |       |        |    |   |  |  |
| Inscrits                 | Inscrits             | Inscrits       | 2 242 | 100,00 |    |   |  |  |
| Abstentions              | Abstentions          | Abstentions    | 588   | 26,23  |    |   |  |  |
| Votants                  | Votants              | Votants        | 1 654 | 73,77  |    |   |  |  |
| Blancs et nuls           | Blancs et nuls       | Blancs et nuls | 78    | 4,72   |    |   |  |  |
| Exprimés                 | Exprimés             | Exprimés       | 1 576 | 95,28  |    |   |  |  |
| * Liste du maire sortant |                      |                |       |        |    |   |  |  |

### Bonson
- Maire sortant : Joseph Deville (MoDem)
- 27 sièges à pourvoir au conseil municipal (population légale 2011 : 3 634 habitants)
- 3 sièges à pourvoir au conseil communautaire (CA Loire Forez Agglomération)

|                          | Joseph Deville * | SE             | 1 208 | 68,59  | 23 | 3 |  |  |
|                          | Mauricette Moine | DVG            | 553   | 31,40  | 4  |   |  |  |
|                          |                  |                |       |        |    |   |  |  |
| Inscrits                 | Inscrits         | Inscrits       | 2 900 | 100,00 |    |   |  |  |
| Abstentions              | Abstentions      | Abstentions    | 1 035 | 35,69  |    |   |  |  |
| Votants                  | Votants          | Votants        | 1 865 | 64,31  |    |   |  |  |
| Blancs et nuls           | Blancs et nuls   | Blancs et nuls | 104   | 5,58   |    |   |  |  |
| Exprimés                 | Exprimés         | Exprimés       | 1 761 | 94,42  |    |   |  |  |
| * Liste du maire sortant |                  |                |       |        |    |   |  |  |

### Bourg-Argental
- Maire sortant : Stéphane Heyraud
- 23 sièges à pourvoir (population légale 2011 : 2 984 habitants)

|                          | Stéphane Heyraud * | DVG            | 1 041 | 63,59  | 19 | 5 |  |
|                          | Gautier Heyraud    | DVD            | 596   | 36,41  | 4  | 1 |  |
|                          |                    |                |       |        |    |   |  |
| Inscrits                 | Inscrits           | Inscrits       | 2 320 | 100,00 |    |   |  |
| Abstentions              | Abstentions        | Abstentions    | 615   | 26,51  |    |   |  |
| Votants                  | Votants            | Votants        | 1 705 | 73,49  |    |   |  |
| Blancs et nuls           | Blancs et nuls     | Blancs et nuls | 68    | 3,99   |    |   |  |
| Exprimés                 | Exprimés           | Exprimés       | 1 637 | 96,01  |    |   |  |
| * Liste du maire sortant |                    |                |       |        |    |   |  |

### Charlieu
- Maire sortant : Bruno Berthelier (PS)
- 27 sièges à pourvoir au conseil municipal (population légale 2011 : 3 717 habitants)
- 5 sièges à pourvoir au conseil communautaire (CC Charlieu-Belmont Communauté)

|                          | Bruno Berthelier * | PS-DVD         | 1 015 | 64,44  | 23 | 4 |  |  |
|                          | Gilles Augagneur   | DVG-PCF        | 560   | 35,55  | 4  | 1 |  |  |
|                          |                    |                |       |        |    |   |  |  |
| Inscrits                 | Inscrits           | Inscrits       | 2 454 | 100,00 |    |   |  |  |
| Abstentions              | Abstentions        | Abstentions    | 829   | 33,78  |    |   |  |  |
| Votants                  | Votants            | Votants        | 1 625 | 66,22  |    |   |  |  |
| Blancs et nuls           | Blancs et nuls     | Blancs et nuls | 50    | 3,08   |    |   |  |  |
| Exprimés                 | Exprimés           | Exprimés       | 1 575 | 96,92  |    |   |  |  |
| * Liste du maire sortant |                    |                |       |        |    |   |  |  |

### Chavanay
- Maire sortant : Édouard Roche
- 23 sièges à pourvoir au conseil municipal (population légale 2011 : 2 835 habitants)
- 4 sièges à pourvoir au conseil communautaire (CC du Pilat Rhodanien)

|                | Patrick Metral | SE             | 795   | 62,69  | 19 | 3 |  |  |
|                | Daniel Guillot | DVD            | 473   | 37,30  | 4  | 1 |  |  |
|                |                |                |       |        |    |   |  |  |
| Inscrits       | Inscrits       | Inscrits       | 1 997 | 100,00 |    |   |  |  |
| Abstentions    | Abstentions    | Abstentions    | 658   | 32,95  |    |   |  |  |
| Votants        | Votants        | Votants        | 1 339 | 67,05  |    |   |  |  |
| Blancs et nuls | Blancs et nuls | Blancs et nuls | 71    | 5,30   |    |   |  |  |
| Exprimés       | Exprimés       | Exprimés       | 1 268 | 94,70  |    |   |  |  |

### Chazelles-sur-Lyon
- Maire sortant : Pierre Véricel (UMP)
- 29 sièges à pourvoir au conseil municipal (population légale 2011 : 5 124 habitants)
- 14 sièges à pourvoir au conseil communautaire (CC de Forez-Est)

|                          | Pierre Véricel *    | DVD            | 1 287 | 52,08  | 22 | 11 |  |  |
|                          | Jean Paul Blanchard | DVG            | 1 184 | 47,91  | 7  | 3  |  |  |
|                          |                     |                |       |        |    |    |  |  |
| Inscrits                 | Inscrits            | Inscrits       | 3 640 | 100,00 |    |    |  |  |
| Abstentions              | Abstentions         | Abstentions    | 1 061 | 29,15  |    |    |  |  |
| Votants                  | Votants             | Votants        | 2 579 | 70,85  |    |    |  |  |
| Blancs et nuls           | Blancs et nuls      | Blancs et nuls | 108   | 4,19   |    |    |  |  |
| Exprimés                 | Exprimés            | Exprimés       | 2 471 | 95,81  |    |    |  |  |
| * Liste du maire sortant |                     |                |       |        |    |    |  |  |

### Commelle-Vernay
- Maire sortant : Jean-Louis David
- 23 sièges à pourvoir au conseil municipal (population légale 2011 : 2 796 habitants)
- 3 sièges à pourvoir au conseil communautaire (CA Roannais Agglomération)

|                | Daniel Frechet | SE             | 972   | 100,00 | 23 | 3 |  |  |
|                |                |                |       |        |    |   |  |  |
| Inscrits       | Inscrits       | Inscrits       | 2 230 | 100,00 |    |   |  |  |
| Abstentions    | Abstentions    | Abstentions    | 1 002 | 44,93  |    |   |  |  |
| Votants        | Votants        | Votants        | 1 228 | 55,07  |    |   |  |  |
| Blancs et nuls | Blancs et nuls | Blancs et nuls | 256   | 20,85  |    |   |  |  |
| Exprimés       | Exprimés       | Exprimés       | 972   | 79,15  |    |   |  |  |

### Feurs
- Maire sortant : Jean-Pierre Taîte (UMP)
- 29 sièges à pourvoir au conseil municipal (population légale 2011 : 7 922 habitants)
- 14 sièges à pourvoir au conseil communautaire (CC de Forez-Est)

|                          | Jean-Pierre Taîte * | SE             | 2 111 | 60,41  | 24 | 12 |  |  |
|                          | Johann Cesa         | DVG            | 794   | 22,72  | 3  | 1  |  |  |
|                          | Sophie Robert       | FN             | 589   | 16,85  | 2  | 1  |  |  |
|                          |                     |                |       |        |    |    |  |  |
| Inscrits                 | Inscrits            | Inscrits       | 5 615 | 100,00 |    |    |  |  |
| Abstentions              | Abstentions         | Abstentions    | 2 039 | 36,31  |    |    |  |  |
| Votants                  | Votants             | Votants        | 3 576 | 63,69  |    |    |  |  |
| Blancs et nuls           | Blancs et nuls      | Blancs et nuls | 82    | 2,29   |    |    |  |  |
| Exprimés                 | Exprimés            | Exprimés       | 3 494 | 97,71  |    |    |  |  |
| * Liste du maire sortant |                     |                |       |        |    |    |  |  |

### Firminy
- Maire sortant : Marc Petit (PCF)
- 33 sièges à pourvoir au conseil municipal (population légale 2011 : 16 993 habitants)
- 5 sièges à pourvoir au conseil communautaire (Saint-Étienne Métropole)

| Tête de liste            | Tête de liste    | Liste          | Premier tour | Premier tour | Second tour | Second tour | Sièges | Sièges |
| Tête de liste            | Tête de liste    | Liste          | Voix         | %            | Voix        | %           | CM     | CC     |
| ------------------------ | ---------------- | -------------- | ------------ | ------------ | ----------- | ----------- | ------ | ------ |
|                          | Marc Petit *     | PCF-PS-EELV    | 3 079        | 43,97        | 3 537       | 47,40       | 25     | 4      |
|                          | Dino Cinieri     | DVD            | 2 750        | 39,27        | 3 259       | 43,68       | 7      | 1      |
|                          | Jean-Paul Valour | FN             | 1 173        | 16,75        | 665         | 8,91        | 1      |        |
|                          |                  |                |              |              |             |             |        |        |
| Inscrits                 | Inscrits         | Inscrits       | 11 134       | 100,00       | 11 134      | 100,00      |        |        |
| Abstentions              | Abstentions      | Abstentions    | 3 916        | 35,17        | 3 529       | 31,70       |        |        |
| Votants                  | Votants          | Votants        | 7 218        | 64,83        | 7 605       | 68,30       |        |        |
| Blancs et nuls           | Blancs et nuls   | Blancs et nuls | 216          | 2,99         | 144         | 1,89        |        |        |
| Exprimés                 | Exprimés         | Exprimés       | 7 002        | 97,01        | 7 461       | 98,11       |        |        |
| * Liste du maire sortant |                  |                |              |              |             |             |        |        |

### Fraisses
- Maire sortant : Joseph Sotton (PCF)
- 27 sièges à pourvoir au conseil municipal (population légale 2011 : 3 861 habitants)
- 2 sièges à pourvoir au conseil communautaire (Saint-Étienne Métropole)

|                          | Joseph Sotton *   | DVG-PCF        | 1 132 | 62,19  | 23 | 2 |  |  |
|                          | Christophe Bory   | DVD            | 366   | 20,10  | 2  |   |  |  |
|                          | Bernadette Grando | DVG            | 322   | 17,69  | 2  |   |  |  |
|                          |                   |                |       |        |    |   |  |  |
| Inscrits                 | Inscrits          | Inscrits       | 2 808 | 100,00 |    |   |  |  |
| Abstentions              | Abstentions       | Abstentions    | 891   | 31,73  |    |   |  |  |
| Votants                  | Votants           | Votants        | 1 917 | 68,27  |    |   |  |  |
| Blancs et nuls           | Blancs et nuls    | Blancs et nuls | 97    | 5,06   |    |   |  |  |
| Exprimés                 | Exprimés          | Exprimés       | 1 820 | 94,94  |    |   |  |  |
| * Liste du maire sortant |                   |                |       |        |    |   |  |  |

### Genilac
- Maire sortant : Maurice Boyer
- 27 sièges à pourvoir au conseil municipal (population légale 2011 : 3 763 habitants)
- 2 sièges à pourvoir au conseil communautaire (Saint-Étienne Métropole)

|                          | Denis Barriol   | DVD            | 1 222 | 65,91  | 23 | 2 |  |  |
|                          | Maurice Boyer * | DVD            | 632   | 34,08  | 4  |   |  |  |
|                          |                 |                |       |        |    |   |  |  |
| Inscrits                 | Inscrits        | Inscrits       | 2 755 | 100,00 |    |   |  |  |
| Abstentions              | Abstentions     | Abstentions    | 843   | 30,60  |    |   |  |  |
| Votants                  | Votants         | Votants        | 1 912 | 69,40  |    |   |  |  |
| Blancs et nuls           | Blancs et nuls  | Blancs et nuls | 58    | 3,03   |    |   |  |  |
| Exprimés                 | Exprimés        | Exprimés       | 1 854 | 96,97  |    |   |  |  |
| * Liste du maire sortant |                 |                |       |        |    |   |  |  |

### L'Étrat
- Maire sortant : Yves Morand
- 23 sièges à pourvoir au conseil municipal (population légale 2011 : 2 667 habitants)
- 2 sièges à pourvoir au conseil communautaire (Saint-Étienne Métropole)

|                          | Yves Morand *  | DVD            | 936   | 100,00 | 23 | 2 |  |  |
|                          |                |                |       |        |    |   |  |  |
| Inscrits                 | Inscrits       | Inscrits       | 2 047 | 100,00 |    |   |  |  |
| Abstentions              | Abstentions    | Abstentions    | 973   | 47,53  |    |   |  |  |
| Votants                  | Votants        | Votants        | 1 074 | 52,47  |    |   |  |  |
| Blancs et nuls           | Blancs et nuls | Blancs et nuls | 138   | 12,85  |    |   |  |  |
| Exprimés                 | Exprimés       | Exprimés       | 936   | 87,15  |    |   |  |  |
| * Liste du maire sortant |                |                |       |        |    |   |  |  |

### L'Horme
- Maire sortant : Solange Berlier (UDI)
- 27 sièges à pourvoir au conseil municipal (population légale 2011 : 4 761 habitants)
- 2 sièges à pourvoir au conseil communautaire (Saint-Étienne Métropole)

|                | Enzo Viviani   | DVD            | 1 078 | 100,00 | 27 | 2 |  |  |
|                |                |                |       |        |    |   |  |  |
| Inscrits       | Inscrits       | Inscrits       | 2 926 | 100,00 |    |   |  |  |
| Abstentions    | Abstentions    | Abstentions    | 1 635 | 55,88  |    |   |  |  |
| Votants        | Votants        | Votants        | 1 291 | 44,12  |    |   |  |  |
| Blancs et nuls | Blancs et nuls | Blancs et nuls | 213   | 16,50  |    |   |  |  |
| Exprimés       | Exprimés       | Exprimés       | 1 078 | 83,50  |    |   |  |  |

### La Fouillouse
- Maire sortant : Yves Partrat (DVD)
- 27 sièges à pourvoir au conseil municipal (population légale 2011 : 4 354 habitants)
- 2 sièges à pourvoir au conseil communautaire (Saint-Étienne Métropole)

|                          | Yves Partrat * | DVD            | 1 457 | 100,00 | 27 | 2 |  |  |
|                          |                |                |       |        |    |   |  |  |
| Inscrits                 | Inscrits       | Inscrits       | 3 366 | 100,00 |    |   |  |  |
| Abstentions              | Abstentions    | Abstentions    | 1 586 | 47,12  |    |   |  |  |
| Votants                  | Votants        | Votants        | 1 780 | 52,88  |    |   |  |  |
| Blancs et nuls           | Blancs et nuls | Blancs et nuls | 323   | 18,15  |    |   |  |  |
| Exprimés                 | Exprimés       | Exprimés       | 1 457 | 81,85  |    |   |  |  |
| * Liste du maire sortant |                |                |       |        |    |   |  |  |

### La Grand-Croix
- Maire sortant : Michel Chatagnon (DVD)
- 29 sièges à pourvoir au conseil municipal (population légale 2011 : 5 067 habitants)
- 2 sièges à pourvoir au conseil communautaire (Saint-Étienne Métropole)

|                          | Luc Francois       | DVD            | 915   | 53,82  | 23 | 2 |  |  |
|                          | Michel Chatagnon * | DVD            | 785   | 46,17  | 6  |   |  |  |
|                          |                    |                |       |        |    |   |  |  |
| Inscrits                 | Inscrits           | Inscrits       | 3 025 | 100,00 |    |   |  |  |
| Abstentions              | Abstentions        | Abstentions    | 1 230 | 40,66  |    |   |  |  |
| Votants                  | Votants            | Votants        | 1 795 | 59,34  |    |   |  |  |
| Blancs et nuls           | Blancs et nuls     | Blancs et nuls | 95    | 5,29   |    |   |  |  |
| Exprimés                 | Exprimés           | Exprimés       | 1 700 | 94,71  |    |   |  |  |
| * Liste du maire sortant |                    |                |       |        |    |   |  |  |

### La Ricamarie
- Maire sortant : Marc Faure (PCF)
- 29 sièges à pourvoir au conseil municipal (population légale 2011 : 7 973 habitants)
- 3 sièges à pourvoir au conseil communautaire (Saint-Étienne Métropole)

|                          | Marc Faure *             | FG             | 1 285 | 56,01  | 23 | 2 |  |  |
|                          | Joëlle Ricard-fourneyron | DVD            | 1 009 | 43,98  | 6  | 1 |  |  |
|                          |                          |                |       |        |    |   |  |  |
| Inscrits                 | Inscrits                 | Inscrits       | 5 033 | 100,00 |    |   |  |  |
| Abstentions              | Abstentions              | Abstentions    | 2 596 | 51,58  |    |   |  |  |
| Votants                  | Votants                  | Votants        | 2 437 | 48,42  |    |   |  |  |
| Blancs et nuls           | Blancs et nuls           | Blancs et nuls | 143   | 5,87   |    |   |  |  |
| Exprimés                 | Exprimés                 | Exprimés       | 2 294 | 94,13  |    |   |  |  |
| * Liste du maire sortant |                          |                |       |        |    |   |  |  |

### La Talaudière
- Maire sortant : Pascal Garrido (DVG)
- 29 sièges à pourvoir au conseil municipal (population légale 2011 : 6 477 habitants)
- 2 sièges à pourvoir au conseil communautaire (Saint-Étienne Métropole)

|                          | Pascal Garrido * | DVG            | 1 492 | 100,00 | 29 | 2 |  |  |
|                          |                  |                |       |        |    |   |  |  |
| Inscrits                 | Inscrits         | Inscrits       | 4 426 | 100,00 |    |   |  |  |
| Abstentions              | Abstentions      | Abstentions    | 2 357 | 53,25  |    |   |  |  |
| Votants                  | Votants          | Votants        | 2 069 | 46,75  |    |   |  |  |
| Blancs et nuls           | Blancs et nuls   | Blancs et nuls | 577   | 27,89  |    |   |  |  |
| Exprimés                 | Exprimés         | Exprimés       | 1 492 | 72,11  |    |   |  |  |
| * Liste du maire sortant |                  |                |       |        |    |   |  |  |

### Le Chambon-Feugerolles
- Maire sortant : Jean-François Barnier (UDI)
- 33 sièges à pourvoir au conseil municipal (population légale 2011 : 12 496 habitants)
- 4 sièges à pourvoir au conseil communautaire (Saint-Étienne Métropole)

|                          | Jean-François Barnier * | DVD            | 3 028 | 67,02  | 28 | 4 |  |  |
|                          | Jean Ducher             | PS-PCF-EELV    | 881   | 19,49  | 3  |   |  |  |
|                          | Jean Bagelli            | SE             | 609   | 13,47  | 2  |   |  |  |
|                          |                         |                |       |        |    |   |  |  |
| Inscrits                 | Inscrits                | Inscrits       | 8 100 | 100,00 |    |   |  |  |
| Abstentions              | Abstentions             | Abstentions    | 3 416 | 42,17  |    |   |  |  |
| Votants                  | Votants                 | Votants        | 4 684 | 57,83  |    |   |  |  |
| Blancs et nuls           | Blancs et nuls          | Blancs et nuls | 166   | 3,54   |    |   |  |  |
| Exprimés                 | Exprimés                | Exprimés       | 4 518 | 96,46  |    |   |  |  |
| * Liste du maire sortant |                         |                |       |        |    |   |  |  |

### Le Coteau
- Maire sortant : Jean-Paul Burdin (SE)
- 29 sièges à pourvoir au conseil municipal (population légale 2011 : 6 871 habitants)
- 5 sièges à pourvoir au conseil communautaire (CA Roannais Agglomération)

|                | Jean-Louis Desbenoit | SE             | 1 493 | 50,38  | 23 | 4 |  |  |
|                | Bernard Gabert       | UMP-UDI        | 919   | 31,01  | 4  | 1 |  |  |
|                | Véronique Passé      | FN             | 551   | 18,59  | 2  |   |  |  |
|                |                      |                |       |        |    |   |  |  |
| Inscrits       | Inscrits             | Inscrits       | 4 738 | 100,00 |    |   |  |  |
| Abstentions    | Abstentions          | Abstentions    | 1 660 | 35,04  |    |   |  |  |
| Votants        | Votants              | Votants        | 3 078 | 64,96  |    |   |  |  |
| Blancs et nuls | Blancs et nuls       | Blancs et nuls | 115   | 3,74   |    |   |  |  |
| Exprimés       | Exprimés             | Exprimés       | 2 963 | 96,26  |    |   |  |  |

### Lorette
- Maire sortant : Gérard Tardy (sans étiquette)
- 27 sièges à pourvoir au conseil municipal (population légale 2011 : 4 575 habitants)
- 2 sièges à pourvoir au conseil communautaire (Saint-Étienne Métropole)

|                          | Gérard Tardy * | SE             | 1 335 | 100,00 | 27 | 2 |  |  |
|                          |                |                |       |        |    |   |  |  |
| Inscrits                 | Inscrits       | Inscrits       | 2 958 | 100,00 |    |   |  |  |
| Abstentions              | Abstentions    | Abstentions    | 1 409 | 47,63  |    |   |  |  |
| Votants                  | Votants        | Votants        | 1 549 | 52,37  |    |   |  |  |
| Blancs et nuls           | Blancs et nuls | Blancs et nuls | 214   | 13,82  |    |   |  |  |
| Exprimés                 | Exprimés       | Exprimés       | 1 335 | 86,18  |    |   |  |  |
| * Liste du maire sortant |                |                |       |        |    |   |  |  |

### Mably
- Maire sortant : Jean-Jacques Ladet (PS)
- 29 sièges à pourvoir au conseil municipal (population légale 2011 : 7 603 habitants)
- 5 sièges à pourvoir au conseil communautaire (CA Roannais Agglomération)

|                          | Jean-Jacques Ladet * | DVG            | 1 890 | 60,57  | 24 | 4 |  |  |
|                          | Bruno Gallien        | UMP-UDI        | 1 230 | 39,42  | 5  | 1 |  |  |
|                          |                      |                |       |        |    |   |  |  |
| Inscrits                 | Inscrits             | Inscrits       | 5 577 | 100,00 |    |   |  |  |
| Abstentions              | Abstentions          | Abstentions    | 2 203 | 39,50  |    |   |  |  |
| Votants                  | Votants              | Votants        | 3 374 | 60,50  |    |   |  |  |
| Blancs et nuls           | Blancs et nuls       | Blancs et nuls | 254   | 7,53   |    |   |  |  |
| Exprimés                 | Exprimés             | Exprimés       | 3 120 | 92,47  |    |   |  |  |
| * Liste du maire sortant |                      |                |       |        |    |   |  |  |

### Montbrison
- Maire sortant : Liliane Faure (PS)
- 33 sièges à pourvoir au conseil municipal (population légale 2011 : 15 324 habitants)
- 12 sièges à pourvoir au conseil communautaire (CA Loire Forez Agglomération)

| Tête de liste            | Tête de liste     | Liste          | Premier tour | Premier tour | Second tour | Second tour | Sièges | Sièges |
| Tête de liste            | Tête de liste     | Liste          | Voix         | %            | Voix        | %           | CM     | CC     |
| ------------------------ | ----------------- | -------------- | ------------ | ------------ | ----------- | ----------- | ------ | ------ |
|                          | Christophe Bazile | UMP-UDI        | 3 350        | 49,82        | 3 738       | 53,21       | 26     | 9      |
|                          | Liliane Faure *   | DVG            | 2 611        | 38,83        | 2 806       | 39,94       | 6      | 3      |
|                          | Norbert Thizy     | FN             | 763          | 11,34        | 480         | 6,83        | 1      |        |
|                          |                   |                |              |              |             |             |        |        |
| Inscrits                 | Inscrits          | Inscrits       | 10 629       | 100,00       | 10 629      | 100,00      |        |        |
| Abstentions              | Abstentions       | Abstentions    | 3 685        | 34,67        | 3 453       | 32,49       |        |        |
| Votants                  | Votants           | Votants        | 6 944        | 65,33        | 7 176       | 67,51       |        |        |
| Blancs et nuls           | Blancs et nuls    | Blancs et nuls | 220          | 3,17         | 152         | 2,12        |        |        |
| Exprimés                 | Exprimés          | Exprimés       | 6 724        | 96,83        | 7 024       | 97,88       |        |        |
| * Liste du maire sortant |                   |                |              |              |             |             |        |        |

### Montrond-les-Bains
- Maire sortant : Claude Giraud (UMP)
- 27 sièges à pourvoir au conseil municipal (population légale 2011 : 4 852 habitants)
- 4 sièges à pourvoir au conseil communautaire (CC de Forez-Est)

|                          | Claude Giraud *  | SE             | 1 359 | 59,60  | 22 | 3 |  |  |
|                          | Georges Rochette | UDI            | 921   | 40,39  | 5  | 1 |  |  |
|                          |                  |                |       |        |    |   |  |  |
| Inscrits                 | Inscrits         | Inscrits       | 3 747 | 100,00 |    |   |  |  |
| Abstentions              | Abstentions      | Abstentions    | 1 361 | 36,32  |    |   |  |  |
| Votants                  | Votants          | Votants        | 2 386 | 63,68  |    |   |  |  |
| Blancs et nuls           | Blancs et nuls   | Blancs et nuls | 106   | 4,44   |    |   |  |  |
| Exprimés                 | Exprimés         | Exprimés       | 2 280 | 95,56  |    |   |  |  |
| * Liste du maire sortant |                  |                |       |        |    |   |  |  |

### Panissières
- Maire sortant : Serge Mayoud
- 23 sièges à pourvoir au conseil municipal (population légale 2011 : 2 972 habitants)
- 7 sièges à pourvoir au conseil communautaire (CC de Forez-Est)

|                | Christian Mollard | SE             | 937   | 100,00 | 23 | 7 |  |  |
|                |                   |                |       |        |    |   |  |  |
| Inscrits       | Inscrits          | Inscrits       | 2 258 | 100,00 |    |   |  |  |
| Abstentions    | Abstentions       | Abstentions    | 1 050 | 46,50  |    |   |  |  |
| Votants        | Votants           | Votants        | 1 208 | 53,50  |    |   |  |  |
| Blancs et nuls | Blancs et nuls    | Blancs et nuls | 271   | 22,43  |    |   |  |  |
| Exprimés       | Exprimés          | Exprimés       | 937   | 77,57  |    |   |  |  |

### Pélussin
- Maire sortant : Georges Bonnard (DVD)
- 27 sièges à pourvoir au conseil municipal (population légale 2011 : 3 511 habitants)
- 5 sièges à pourvoir au conseil communautaire (CC du Pilat Rhodanien)

|                          | Georges Bonnard * | DVD            | 1 094 | 100,00 | 27 | 5 |  |  |
|                          |                   |                |       |        |    |   |  |  |
| Inscrits                 | Inscrits          | Inscrits       | 2 674 | 100,00 |    |   |  |  |
| Abstentions              | Abstentions       | Abstentions    | 1 292 | 48,32  |    |   |  |  |
| Votants                  | Votants           | Votants        | 1 382 | 51,68  |    |   |  |  |
| Blancs et nuls           | Blancs et nuls    | Blancs et nuls | 288   | 20,84  |    |   |  |  |
| Exprimés                 | Exprimés          | Exprimés       | 1 094 | 79,16  |    |   |  |  |
| * Liste du maire sortant |                   |                |       |        |    |   |  |  |

### Perreux
- Maire sortant : Guy Monroe
- 19 sièges à pourvoir au conseil municipal (population légale 2011 : 2 191 habitants)
- 3 sièges à pourvoir au conseil communautaire (CA Roannais Agglomération)

|                | Jean Yves Boire | SE             | 688   | 100,00 | 19 | 3 |  |  |
|                |                 |                |       |        |    |   |  |  |
| Inscrits       | Inscrits        | Inscrits       | 1 614 | 100,00 |    |   |  |  |
| Abstentions    | Abstentions     | Abstentions    | 661   | 40,95  |    |   |  |  |
| Votants        | Votants         | Votants        | 953   | 59,05  |    |   |  |  |
| Blancs et nuls | Blancs et nuls  | Blancs et nuls | 265   | 27,81  |    |   |  |  |
| Exprimés       | Exprimés        | Exprimés       | 688   | 72,19  |    |   |  |  |

### Pouilly-sous-Charlieu
- Maire sortant : Georges Bonnot
- 23 sièges à pourvoir au conseil municipal (population légale 2011 : 2 544 habitants)
- 3 sièges à pourvoir au conseil communautaire (CC Charlieu-Belmont Communauté)

|                | Philippe Jarsaillon | SE             | 910   | 73,80  | 20 | 3 |  |  |
|                | Georges Thoral      | SE             | 323   | 26,19  | 3  |   |  |  |
|                |                     |                |       |        |    |   |  |  |
| Inscrits       | Inscrits            | Inscrits       | 1 962 | 100,00 |    |   |  |  |
| Abstentions    | Abstentions         | Abstentions    | 666   | 33,94  |    |   |  |  |
| Votants        | Votants             | Votants        | 1 296 | 66,06  |    |   |  |  |
| Blancs et nuls | Blancs et nuls      | Blancs et nuls | 63    | 4,86   |    |   |  |  |
| Exprimés       | Exprimés            | Exprimés       | 1 233 | 95,14  |    |   |  |  |

### Renaison
- Maire sortant : Jacques Thirouin
- 23 sièges à pourvoir au conseil municipal (population légale 2011 : 2 877 habitants)
- 3 sièges à pourvoir au conseil communautaire (CA Roannais Agglomération)

|                | Michel Gay     | SE             | 1 020 | 100,00 | 23 | 3 |  |  |
|                |                |                |       |        |    |   |  |  |
| Inscrits       | Inscrits       | Inscrits       | 2 404 | 100,00 |    |   |  |  |
| Abstentions    | Abstentions    | Abstentions    | 1 107 | 46,05  |    |   |  |  |
| Votants        | Votants        | Votants        | 1 297 | 53,95  |    |   |  |  |
| Blancs et nuls | Blancs et nuls | Blancs et nuls | 277   | 21,36  |    |   |  |  |
| Exprimés       | Exprimés       | Exprimés       | 1 020 | 78,64  |    |   |  |  |

### Riorges
- Maire sortant : Roland Devis (PS)
- 33 sièges à pourvoir au conseil municipal (population légale 2011 : 10 775 habitants)
- 6 sièges à pourvoir au conseil communautaire (CA Roannais Agglomération)

|                | Jean-Luc Chervin | PS-PCF-EELV    | 2 619 | 57,37  | 26 | 5 |  |  |
|                | Nicolas Fayette  | UMP-UDI        | 1 946 | 42,62  | 7  | 1 |  |  |
|                |                  |                |       |        |    |   |  |  |
| Inscrits       | Inscrits         | Inscrits       | 8 040 | 100,00 |    |   |  |  |
| Abstentions    | Abstentions      | Abstentions    | 3 212 | 39,95  |    |   |  |  |
| Votants        | Votants          | Votants        | 4 828 | 60,05  |    |   |  |  |
| Blancs et nuls | Blancs et nuls   | Blancs et nuls | 263   | 5,45   |    |   |  |  |
| Exprimés       | Exprimés         | Exprimés       | 4 565 | 94,55  |    |   |  |  |

### Rive-de-Gier
- Maire sortant : Jean-Claude Charvin (UMP)
- 33 sièges à pourvoir au conseil municipal (population légale 2011 : 14 709 habitants)
- 4 sièges à pourvoir au conseil communautaire (Saint-Étienne Métropole)

|                          | Jean-Claude Charvin * | DVD            | 2 213 | 54,05  | 26 | 3 |  |  |
|                          | Vincent Bony          | PS-PCF-EELV    | 1 392 | 34,00  | 5  | 1 |  |  |
|                          | Jean-Louis Valente    | DVG            | 489   | 11,94  | 2  |   |  |  |
|                          |                       |                |       |        |    |   |  |  |
| Inscrits                 | Inscrits              | Inscrits       | 7 947 | 100,00 |    |   |  |  |
| Abstentions              | Abstentions           | Abstentions    | 3 696 | 46,51  |    |   |  |  |
| Votants                  | Votants               | Votants        | 4 251 | 53,49  |    |   |  |  |
| Blancs et nuls           | Blancs et nuls        | Blancs et nuls | 157   | 3,69   |    |   |  |  |
| Exprimés                 | Exprimés              | Exprimés       | 4 094 | 96,31  |    |   |  |  |
| * Liste du maire sortant |                       |                |       |        |    |   |  |  |

### Roanne
- Maire sortant : Laure Déroche (PS)
- 39 sièges à pourvoir au conseil municipal (population légale 2011 : 36 147 habitants)
- 18 sièges à pourvoir au conseil communautaire (CA Roannais Agglomération)

| Tête de liste            | Tête de liste    | Liste          | Premier tour | Premier tour | Second tour | Second tour | Sièges | Sièges |
| Tête de liste            | Tête de liste    | Liste          | Voix         | %            | Voix        | %           | CM     | CC     |
| ------------------------ | ---------------- | -------------- | ------------ | ------------ | ----------- | ----------- | ------ | ------ |
|                          | Yves Nicolin     | UMP-UDI        | 5 701        | 43,27        | 6 968       | 51,48       | 30     | 14     |
|                          | Laure Déroche *  | PS             | 3 876        | 29,41        | 4 669       | 34,50       | 7      | 3      |
|                          | Sarah Brosset    | FN             | 2 068        | 15,69        | 1 896       | 14,01       | 2      | 1      |
|                          | Norbert Chetail  | DVD            | 780          | 5,92         |             |             |        |        |
|                          | Gérard Philippon | FG             | 750          | 5,69         |             |             |        |        |
|                          |                  |                |              |              |             |             |        |        |
| Inscrits                 | Inscrits         | Inscrits       | 21 231       | 100,00       | 21 231      | 100,00      |        |        |
| Abstentions              | Abstentions      | Abstentions    | 7 681        | 36,18        | 7 313       | 34,44       |        |        |
| Votants                  | Votants          | Votants        | 13 550       | 63,82        | 13 918      | 65,56       |        |        |
| Blancs et nuls           | Blancs et nuls   | Blancs et nuls | 375          | 2,77         | 385         | 2,77        |        |        |
| Exprimés                 | Exprimés         | Exprimés       | 13 175       | 97,23        | 13 533      | 97,23       |        |        |
| * Liste du maire sortant |                  |                |              |              |             |             |        |        |

### Roche-la-Molière
- Maire sortant : Marie-Hélène Sauzéa (PS)
- 33 sièges à pourvoir au conseil municipal (population légale 2011 : 10 316 habitants)
- 3 sièges à pourvoir au conseil communautaire (Saint-Étienne Métropole)

| Tête de liste  | Tête de liste      | Liste          | Premier tour | Premier tour | Second tour | Second tour | Sièges | Sièges |
| Tête de liste  | Tête de liste      | Liste          | Voix         | %            | Voix        | %           | CM     | CC     |
| -------------- | ------------------ | -------------- | ------------ | ------------ | ----------- | ----------- | ------ | ------ |
|                | Olivier Brouilloux | PS-PCF-EELV    | 1 953        | 45,17        | 2 215       | 48,21       | 8      | 1      |
|                | Éric Berlivet      | UDI            | 1 620        | 37,47        | 2 379       | 51,78       | 25     | 2      |
|                | Annie Clement      | UMP            | 750          | 17,34        |             |             |        |        |
|                |                    |                |              |              |             |             |        |        |
| Inscrits       | Inscrits           | Inscrits       | 7 565        | 100,00       | 7 565       | 100,00      |        |        |
| Abstentions    | Abstentions        | Abstentions    | 3 083        | 40,75        | 2 815       | 37,21       |        |        |
| Votants        | Votants            | Votants        | 4 482        | 59,25        | 4 750       | 62,79       |        |        |
| Blancs et nuls | Blancs et nuls     | Blancs et nuls | 159          | 3,55         | 156         | 3,28        |        |        |
| Exprimés       | Exprimés           | Exprimés       | 4 323        | 96,45        | 4 594       | 96,72       |        |        |

### Saint-Chamond
- Maire sortant : Philippe Kizirian (PS)
- 39 sièges à pourvoir au conseil municipal (population légale 2011 : 35 419 habitants)
- 9 sièges à pourvoir au conseil communautaire (Saint-Étienne Métropole)

| Tête de liste            | Tête de liste       | Liste          | Premier tour | Premier tour | Second tour | Second tour | Sièges | Sièges |
| Tête de liste            | Tête de liste       | Liste          | Voix         | %            | Voix        | %           | CM     | CC     |
| ------------------------ | ------------------- | -------------- | ------------ | ------------ | ----------- | ----------- | ------ | ------ |
|                          | Hervé Reynaud       | DVD            | 4 340        | 33,75        | 7 117       | 50,43       | 30     | 7      |
|                          | Philippe Kizirian * | PS-PCF         | 3 158        | 24,56        | 5 219       | 36,98       | 7      | 2      |
|                          | Alain Barbasso      | EELV           | 725          | 5,63         | 5 219       | 36,98       | 7      | 2      |
|                          | Emmanuel Mandon     | UMP-UDI        | 2 406        | 18,71        |             |             |        |        |
|                          | Franck Descours     | FN             | 2 002        | 15,57        | 1 775       | 12,57       | 2      |        |
|                          | André Moulin        | EXG            | 225          | 1,75         |             |             |        |        |
|                          |                     |                |              |              |             |             |        |        |
| Inscrits                 | Inscrits            | Inscrits       | 24 242       | 100,00       | 24 342      | 100,00      |        |        |
| Abstentions              | Abstentions         | Abstentions    | 10 917       | 45,03        | 9 735       | 39,99       |        |        |
| Votants                  | Votants             | Votants        | 13 325       | 54,97        | 14 607      | 60,01       |        |        |
| Blancs et nuls           | Blancs et nuls      | Blancs et nuls | 469          | 3,52         | 496         | 3,40        |        |        |
| Exprimés                 | Exprimés            | Exprimés       | 12 856       | 96,48        | 14 111      | 96,60       |        |        |
| * Liste du maire sortant |                     |                |              |              |             |             |        |        |

### Saint-Cyprien
- Maire sortant : Henri Faure
- 19 sièges à pourvoir au conseil municipal (population légale 2011 : 2 306 habitants)
- 2 sièges à pourvoir au conseil communautaire (CA Loire Forez Agglomération)

|                | Marc Archer     | SE             | 572   | 51,48  | 15 | 2 |  |  |
|                | Laurent Caruana | SE             | 539   | 48,51  | 4  |   |  |  |
|                |                 |                |       |        |    |   |  |  |
| Inscrits       | Inscrits        | Inscrits       | 1 740 | 100,00 |    |   |  |  |
| Abstentions    | Abstentions     | Abstentions    | 573   | 32,93  |    |   |  |  |
| Votants        | Votants         | Votants        | 1 167 | 67,07  |    |   |  |  |
| Blancs et nuls | Blancs et nuls  | Blancs et nuls | 56    | 4,80   |    |   |  |  |
| Exprimés       | Exprimés        | Exprimés       | 1 111 | 95,20  |    |   |  |  |

### Saint-Étienne
- Maire sortant : Maurice Vincent (PS)
- 59 sièges à pourvoir au conseil municipal (population légale 2011 : 170 049 habitants)
- 43 sièges à pourvoir au conseil communautaire (Saint-Étienne Métropole)

| Tête de liste            | Tête de liste        | Liste          | Premier tour | Premier tour | Second tour | Second tour | Sièges | Sièges |
| Tête de liste            | Tête de liste        | Liste          | Voix         | %            | Voix        | %           | CM     | CC     |
| ------------------------ | -------------------- | -------------- | ------------ | ------------ | ----------- | ----------- | ------ | ------ |
|                          | Gaël Perdriau        | UMP-UDI-MoDem  | 17 865       | 36,74        | 25 653      | 47,70       | 44     | 32     |
|                          | Maurice Vincent *    | PS-PCF-PRG-E&D | 15 238       | 31,33        | 21 779      | 40,50       | 12     | 9      |
|                          | Olivier Longeon      | EELV           | 2 629        | 5,40         | 21 779      | 40,50       | 12     | 9      |
|                          | Gabriel De Peyrecave | FN             | 8 900        | 18,30        | 6 342       | 11,79       | 3      | 2      |
|                          | Belkacem Merahi      | PG             | 2 031        | 4,17         |             |             |        |        |
|                          | Hubert Patural       | DVD            | 1 162        | 2,38         |             |             |        |        |
|                          | Romain Brossard      | LO             | 797          | 1,63         |             |             |        |        |
|                          |                      |                |              |              |             |             |        |        |
| Inscrits                 | Inscrits             | Inscrits       | 98 233       | 100,00       | 99 642      | 100,00      |        |        |
| Abstentions              | Abstentions          | Abstentions    | 48 405       | 49,28        | 44 574      | 44,73       |        |        |
| Votants                  | Votants              | Votants        | 49 828       | 50,72        | 55 068      | 55,27       |        |        |
| Blancs et nuls           | Blancs et nuls       | Blancs et nuls | 1 206        | 2,42         | 1 294       | 2,35        |        |        |
| Exprimés                 | Exprimés             | Exprimés       | 48 622       | 97,58        | 53 774      | 97,65       |        |        |
| * Liste du maire sortant |                      |                |              |              |             |             |        |        |

### Saint-Galmier
- Maire sortant : Jean-Yves Charbonnier (DVD)
- 29 sièges à pourvoir au conseil municipal (population légale 2011 : 5 580 habitants)
- 5 sièges à pourvoir au conseil communautaire (Saint-Étienne Métropole)

|                          | Jean-Yves Charbonnier * | SE             | 1 894 | 72,79  | 25 | 5 |  |  |
|                          | Frédéric Paillas        | SE             | 708   | 27,20  | 4  |   |  |  |
|                          |                         |                |       |        |    |   |  |  |
| Inscrits                 | Inscrits                | Inscrits       | 3 968 | 100,00 |    |   |  |  |
| Abstentions              | Abstentions             | Abstentions    | 1 287 | 32,43  |    |   |  |  |
| Votants                  | Votants                 | Votants        | 2 681 | 67,57  |    |   |  |  |
| Blancs et nuls           | Blancs et nuls          | Blancs et nuls | 79    | 2,95   |    |   |  |  |
| Exprimés                 | Exprimés                | Exprimés       | 2 602 | 97,05  |    |   |  |  |
| * Liste du maire sortant |                         |                |       |        |    |   |  |  |

### Saint-Genest-Lerpt
- Maire sortant : Christian Julien (DVG)
- 29 sièges à pourvoir au conseil municipal (population légale 2011 : 5 775 habitants)
- 2 sièges à pourvoir au conseil communautaire (Saint-Étienne Métropole)

|                          | Christian Julien *  | DVG            | 1 786 | 63,87  | 24 | 2 |  |  |
|                          | Christian Tibayrenc | DVD            | 1 010 | 36,12  | 5  |   |  |  |
|                          |                     |                |       |        |    |   |  |  |
| Inscrits                 | Inscrits            | Inscrits       | 4 372 | 100,00 |    |   |  |  |
| Abstentions              | Abstentions         | Abstentions    | 1 468 | 33,58  |    |   |  |  |
| Votants                  | Votants             | Votants        | 2 904 | 66,42  |    |   |  |  |
| Blancs et nuls           | Blancs et nuls      | Blancs et nuls | 108   | 3,72   |    |   |  |  |
| Exprimés                 | Exprimés            | Exprimés       | 2 796 | 96,28  |    |   |  |  |
| * Liste du maire sortant |                     |                |       |        |    |   |  |  |

### Saint-Genest-Malifaux
- Maire sortant : Daniel Mandon
- 23 sièges à pourvoir au conseil municipal (population légale 2011 : 2 907 habitants)
- 6 sièges à pourvoir au conseil communautaire (CC des Monts du Pilat)

|                | Vincent Ducreux         | DVD            | 1 142 | 74,54  | 20 | 5 |  |  |
|                | Blandine Drevet-Odouard | DVG            | 390   | 25,45  | 3  | 1 |  |  |
|                |                         |                |       |        |    |   |  |  |
| Inscrits       | Inscrits                | Inscrits       | 2 096 | 100,00 |    |   |  |  |
| Abstentions    | Abstentions             | Abstentions    | 519   | 24,76  |    |   |  |  |
| Votants        | Votants                 | Votants        | 1 577 | 75,24  |    |   |  |  |
| Blancs et nuls | Blancs et nuls          | Blancs et nuls | 45    | 2,85   |    |   |  |  |
| Exprimés       | Exprimés                | Exprimés       | 1 532 | 97,15  |    |   |  |  |

### Saint-Héand
- Maire sortant : Bernard Philibert (UDI)
- 27 sièges à pourvoir au conseil municipal (population légale 2011 : 3 570 habitants)
- 2 sièges à pourvoir au conseil communautaire (Saint-Étienne Métropole)

|                | Jean-Marc Thelisson | DVG            | 1 218 | 59,76  | 22 | 2 |  |  |
|                | Yves Lerissel       | DVD            | 820   | 40,23  | 5  |   |  |  |
|                |                     |                |       |        |    |   |  |  |
| Inscrits       | Inscrits            | Inscrits       | 2 815 | 100,00 |    |   |  |  |
| Abstentions    | Abstentions         | Abstentions    | 720   | 25,58  |    |   |  |  |
| Votants        | Votants             | Votants        | 2 095 | 74,42  |    |   |  |  |
| Blancs et nuls | Blancs et nuls      | Blancs et nuls | 57    | 2,72   |    |   |  |  |
| Exprimés       | Exprimés            | Exprimés       | 2 038 | 97,28  |    |   |  |  |

### Saint-Jean-Bonnefonds
- Maire sortant : Jacques Frecenon (DVG)
- 29 sièges à pourvoir au conseil municipal (population légale 2011 : 6 436 habitants)
- 2 sièges à pourvoir au conseil communautaire (Saint-Étienne Métropole)

| Tête de liste            | Tête de liste      | Liste          | Premier tour | Premier tour | Second tour | Second tour | Sièges | Sièges |
| Tête de liste            | Tête de liste      | Liste          | Voix         | %            | Voix        | %           | CM     | CC     |
| ------------------------ | ------------------ | -------------- | ------------ | ------------ | ----------- | ----------- | ------ | ------ |
|                          | Marc Chavanne      | DVG            | 1 017        | 35,83        | 1 548       | 54,23       | 23     | 2      |
|                          | Jean-Marc Barsotti | DVD            | 963          | 33,93        | 1 306       | 45,76       | 6      |        |
|                          | Jacques Frecenon * | DVG            | 858          | 30,23        |             |             |        |        |
|                          |                    |                |              |              |             |             |        |        |
| Inscrits                 | Inscrits           | Inscrits       | 4 742        | 100,00       | 4 742       | 100,00      |        |        |
| Abstentions              | Abstentions        | Abstentions    | 1 840        | 38,80        | 1 768       | 37,28       |        |        |
| Votants                  | Votants            | Votants        | 2 902        | 61,20        | 2 974       | 62,72       |        |        |
| Blancs et nuls           | Blancs et nuls     | Blancs et nuls | 64           | 2,21         | 120         | 4,03        |        |        |
| Exprimés                 | Exprimés           | Exprimés       | 2 838        | 97,79        | 2 854       | 95,97       |        |        |
| * Liste du maire sortant |                    |                |              |              |             |             |        |        |

### Saint-Just-Saint-Rambert
- Maire sortant : Alain Laurendon (UDI)
- 33 sièges à pourvoir au conseil municipal (population légale 2011 : 14 135 habitants)
- 11 sièges à pourvoir au conseil communautaire (CA Loire Forez Agglomération)

|                | Olivier Joly     | SE             | 3 743  | 66,14  | 28 | 9 |  |  |
|                | Marie-José Faure | PS-PCF-EELV    | 1 916  | 33,85  | 5  | 2 |  |  |
|                |                  |                |        |        |    |   |  |  |
| Inscrits       | Inscrits         | Inscrits       | 10 808 | 100,00 |    |   |  |  |
| Abstentions    | Abstentions      | Abstentions    | 4 780  | 44,23  |    |   |  |  |
| Votants        | Votants          | Votants        | 6 028  | 55,77  |    |   |  |  |
| Blancs et nuls | Blancs et nuls   | Blancs et nuls | 369    | 6,12   |    |   |  |  |
| Exprimés       | Exprimés         | Exprimés       | 5 659  | 93,88  |    |   |  |  |

### Saint-Marcellin-en-Forez
- Maire sortant : Michel Berger (DVG)
- 27 sièges à pourvoir au conseil municipal (population légale 2011 : 4 295 habitants)
- 4 sièges à pourvoir au conseil communautaire (CA Loire Forez Agglomération)

|                          | Éric Lardon     | SE             | 1 186 | 56,20  | 22 | 4 |  |  |
|                          | Guy Janin       | SE             | 523   | 24,78  | 3  |   |  |  |
|                          | Michel Berger * | SE             | 401   | 19,00  | 2  |   |  |  |
|                          |                 |                |       |        |    |   |  |  |
| Inscrits                 | Inscrits        | Inscrits       | 3 121 | 100,00 |    |   |  |  |
| Abstentions              | Abstentions     | Abstentions    | 935   | 29,96  |    |   |  |  |
| Votants                  | Votants         | Votants        | 2 186 | 70,04  |    |   |  |  |
| Blancs et nuls           | Blancs et nuls  | Blancs et nuls | 76    | 3,48   |    |   |  |  |
| Exprimés                 | Exprimés        | Exprimés       | 2 110 | 96,52  |    |   |  |  |
| * Liste du maire sortant |                 |                |       |        |    |   |  |  |

### Saint-Martin-la-Plaine
- Maire sortant : Christian Fayolle
- 27 sièges à pourvoir au conseil municipal (population légale 2011 : 3 706 habitants)
- 2 sièges à pourvoir au conseil communautaire (Saint-Étienne Métropole)

|                          | Christian Fayolle * | DVG            | 1 289 | 72,82  | 24 | 2 |  |  |
|                          | Pierre Goutagnieux  | DVD            | 481   | 27,17  | 3  |   |  |  |
|                          |                     |                |       |        |    |   |  |  |
| Inscrits                 | Inscrits            | Inscrits       | 2 714 | 100,00 |    |   |  |  |
| Abstentions              | Abstentions         | Abstentions    | 890   | 32,79  |    |   |  |  |
| Votants                  | Votants             | Votants        | 1 824 | 67,21  |    |   |  |  |
| Blancs et nuls           | Blancs et nuls      | Blancs et nuls | 54    | 2,96   |    |   |  |  |
| Exprimés                 | Exprimés            | Exprimés       | 1 770 | 97,04  |    |   |  |  |
| * Liste du maire sortant |                     |                |       |        |    |   |  |  |

### Saint-Paul-en-Jarez
- Maire sortant : Pascal Majonchi (DVD)
- 27 sièges à pourvoir au conseil municipal (population légale 2011 : 4 151 habitants)
- 2 sièges à pourvoir au conseil communautaire (Saint-Étienne Métropole)

|                          | Pascal Majonchi * | DVD            | 1 112 | 56,90  | 21 | 2 |  |  |
|                          | Thierry Berthet   | DVD            | 842   | 43,09  | 6  |   |  |  |
|                          |                   |                |       |        |    |   |  |  |
| Inscrits                 | Inscrits          | Inscrits       | 2 976 | 100,00 |    |   |  |  |
| Abstentions              | Abstentions       | Abstentions    | 942   | 31,65  |    |   |  |  |
| Votants                  | Votants           | Votants        | 2 034 | 68,35  |    |   |  |  |
| Blancs et nuls           | Blancs et nuls    | Blancs et nuls | 80    | 3,93   |    |   |  |  |
| Exprimés                 | Exprimés          | Exprimés       | 1 954 | 96,07  |    |   |  |  |
| * Liste du maire sortant |                   |                |       |        |    |   |  |  |

### Saint-Priest-en-Jarez
- Maire sortant : Jean-Michel Pauze (DVD)
- 29 sièges à pourvoir au conseil municipal (population légale 2011 : 6 158 habitants)
- 2 sièges à pourvoir au conseil communautaire (Saint-Étienne Métropole)

|                          | Jean-Michel Pauze *     | SE             | 1 716 | 65,29  | 24 | 2 |  |  |
|                          | Odile Chessel-pellegrin | DVD            | 912   | 34,70  | 5  |   |  |  |
|                          |                         |                |       |        |    |   |  |  |
| Inscrits                 | Inscrits                | Inscrits       | 4 174 | 100,00 |    |   |  |  |
| Abstentions              | Abstentions             | Abstentions    | 1 464 | 35,07  |    |   |  |  |
| Votants                  | Votants                 | Votants        | 2 710 | 64,93  |    |   |  |  |
| Blancs et nuls           | Blancs et nuls          | Blancs et nuls | 82    | 3,03   |    |   |  |  |
| Exprimés                 | Exprimés                | Exprimés       | 2 628 | 96,97  |    |   |  |  |
| * Liste du maire sortant |                         |                |       |        |    |   |  |  |

### Saint-Romain-le-Puy
- Maire sortant : Serge Berard
- 27 sièges à pourvoir au conseil municipal (population légale 2011 : 3 676 habitants)
- 4 sièges à pourvoir au conseil communautaire (CA Loire Forez Agglomération)

|                | Annick Brunel    | SE             | 1 284 | 77,30  | 24 | 4 |  |  |
|                | Philippe Vaccaro | SE             | 377   | 22,69  | 3  |   |  |  |
|                |                  |                |       |        |    |   |  |  |
| Inscrits       | Inscrits         | Inscrits       | 2 711 | 100,00 |    |   |  |  |
| Abstentions    | Abstentions      | Abstentions    | 971   | 35,82  |    |   |  |  |
| Votants        | Votants          | Votants        | 1 740 | 64,18  |    |   |  |  |
| Blancs et nuls | Blancs et nuls   | Blancs et nuls | 79    | 4,54   |    |   |  |  |
| Exprimés       | Exprimés         | Exprimés       | 1 661 | 95,46  |    |   |  |  |

### Savigneux
- Maire sortant : Pierre Gentil-Perret (DVD)
- 23 sièges à pourvoir au conseil municipal (population légale 2011 : 3 270 habitants)
- 3 sièges à pourvoir au conseil communautaire (CA Loire Forez Agglomération)

| Tête de liste  | Tête de liste      | Liste          | Premier tour | Premier tour | Second tour | Second tour | Sièges | Sièges |
| Tête de liste  | Tête de liste      | Liste          | Voix         | %            | Voix        | %           | CM     | CC     |
| -------------- | ------------------ | -------------- | ------------ | ------------ | ----------- | ----------- | ------ | ------ |
|                | Bruno Gerossier    | SE             | 672          | 40,92        | 713         | 40,62       | 5      | 1      |
|                | Christophe Bretton | DVG            | 632          | 38,48        | 775         | 44,15       | 17     | 2      |
|                | Pascal Arrighi     | FN             | 338          | 20,58        | 267         | 15,21       | 1      |        |
|                |                    |                |              |              |             |             |        |        |
| Inscrits       | Inscrits           | Inscrits       | 2 617        | 100,00       | 2 617       | 100,00      |        |        |
| Abstentions    | Abstentions        | Abstentions    | 920          | 35,15        | 822         | 31,41       |        |        |
| Votants        | Votants            | Votants        | 1 697        | 64,85        | 1 795       | 68,59       |        |        |
| Blancs et nuls | Blancs et nuls     | Blancs et nuls | 55           | 3,24         | 40          | 2,23        |        |        |
| Exprimés       | Exprimés           | Exprimés       | 1 642        | 96,76        | 1 755       | 97,77       |        |        |

### Sorbiers
- Maire sortant : Raymond Joassard (PS)
- 29 sièges à pourvoir au conseil municipal (population légale 2011 : 7 799 habitants)
- 2 sièges à pourvoir au conseil communautaire (Saint-Étienne Métropole)

| Tête de liste            | Tête de liste      | Liste          | Premier tour | Premier tour | Second tour | Second tour | Sièges | Sièges |
| Tête de liste            | Tête de liste      | Liste          | Voix         | %            | Voix        | %           | CM     | CC     |
| ------------------------ | ------------------ | -------------- | ------------ | ------------ | ----------- | ----------- | ------ | ------ |
|                          | Raymond Joassard * | DVG            | 1 753        | 46,48        | 1 966       | 52,03       | 23     | 2      |
|                          | Pascal Besson      | DVD            | 1 331        | 35,29        | 1 354       | 35,83       | 5      |        |
|                          | Clément Lacassagne | UMP-UDI        | 687          | 18,21        | 458         | 12,12       | 1      |        |
|                          |                    |                |              |              |             |             |        |        |
| Inscrits                 | Inscrits           | Inscrits       | 5 928        | 100,00       | 5 928       | 100,00      |        |        |
| Abstentions              | Abstentions        | Abstentions    | 2 007        | 33,86        | 2 046       | 34,51       |        |        |
| Votants                  | Votants            | Votants        | 3 921        | 66,14        | 3 882       | 65,49       |        |        |
| Blancs et nuls           | Blancs et nuls     | Blancs et nuls | 150          | 3,83         | 104         | 2,68        |        |        |
| Exprimés                 | Exprimés           | Exprimés       | 3 771        | 96,17        | 3 778       | 97,32       |        |        |
| * Liste du maire sortant |                    |                |              |              |             |             |        |        |

### Sury-le-Comtal
- Maire sortant : Roger Damas
- 29 sièges à pourvoir au conseil municipal (population légale 2011 : 5 792 habitants)
- 5 sièges à pourvoir au conseil communautaire (CA Loire Forez Agglomération)

| Tête de liste  | Tête de liste   | Liste          | Premier tour | Premier tour | Second tour | Second tour | Sièges | Sièges |
| Tête de liste  | Tête de liste   | Liste          | Voix         | %            | Voix        | %           | CM     | CC     |
| -------------- | --------------- | -------------- | ------------ | ------------ | ----------- | ----------- | ------ | ------ |
|                | Yves Martin     | SE             | 861          | 43,17        | 1 006       | 45,81       | 22     | 4      |
|                | Corinne Richard | SE             | 753          | 37,76        | 853         | 38,84       | 5      | 1      |
|                | Laurent Bernard | SE             | 380          | 19,05        | 337         | 15,34       | 2      |        |
|                |                 |                |              |              |             |             |        |        |
| Inscrits       | Inscrits        | Inscrits       | 3 653        | 100,00       | 3 653       | 100,00      |        |        |
| Abstentions    | Abstentions     | Abstentions    | 1 552        | 42,49        | 1 396       | 38,22       |        |        |
| Votants        | Votants         | Votants        | 2 101        | 57,51        | 2 257       | 61,78       |        |        |
| Blancs et nuls | Blancs et nuls  | Blancs et nuls | 107          | 5,09         | 61          | 2,70        |        |        |
| Exprimés       | Exprimés        | Exprimés       | 1 994        | 94,91        | 2 196       | 97,30       |        |        |

### Unieux
- Maire sortant : Christophe Faverjon (PCF)
- 29 sièges à pourvoir au conseil municipal (population légale 2011 : 8 702 habitants)
- 3 sièges à pourvoir au conseil communautaire (Saint-Étienne Métropole)

| Tête de liste            | Tête de liste         | Liste          | Premier tour | Premier tour | Second tour | Second tour | Sièges | Sièges |
| Tête de liste            | Tête de liste         | Liste          | Voix         | %            | Voix        | %           | CM     | CC     |
| ------------------------ | --------------------- | -------------- | ------------ | ------------ | ----------- | ----------- | ------ | ------ |
|                          | Christophe Faverjon * | PCF            | 1 615        | 41,24        | 1 765       | 43,00       | 21     | 2      |
|                          | Babette Luya          | DVD            | 1 335        | 34,09        | 1 648       | 40,15       | 6      | 1      |
|                          | Frédéric Battie       | FN             | 966          | 24,66        | 691         | 16,83       | 2      |        |
|                          |                       |                |              |              |             |             |        |        |
| Inscrits                 | Inscrits              | Inscrits       | 5 946        | 100,00       | 5 946       | 100,00      |        |        |
| Abstentions              | Abstentions           | Abstentions    | 1 923        | 32,34        | 1 755       | 29,52       |        |        |
| Votants                  | Votants               | Votants        | 4 023        | 67,66        | 4 191       | 70,48       |        |        |
| Blancs et nuls           | Blancs et nuls        | Blancs et nuls | 107          | 2,66         | 87          | 2,08        |        |        |
| Exprimés                 | Exprimés              | Exprimés       | 3 916        | 97,34        | 4 104       | 97,92       |        |        |
| * Liste du maire sortant |                       |                |              |              |             |             |        |        |

### Veauche
- Maire sortant : Monique Girardon (DVD)
- 29 sièges à pourvoir au conseil municipal (population légale 2011 : 8 563 habitants)
- 8 sièges à pourvoir au conseil communautaire (CC de Forez-Est)

|                          | Monique Girardon * | SE             | 2 704 | 100,00 | 29 | 8 |  |  |
|                          |                    |                |       |        |    |   |  |  |
| Inscrits                 | Inscrits           | Inscrits       | 6 735 | 100,00 |    |   |  |  |
| Abstentions              | Abstentions        | Abstentions    | 3 479 | 51,66  |    |   |  |  |
| Votants                  | Votants            | Votants        | 3 256 | 48,34  |    |   |  |  |
| Blancs et nuls           | Blancs et nuls     | Blancs et nuls | 552   | 16,95  |    |   |  |  |
| Exprimés                 | Exprimés           | Exprimés       | 2 704 | 83,05  |    |   |  |  |
| * Liste du maire sortant |                    |                |       |        |    |   |  |  |

### Villars
- Maire sortant : Paul Celle (UDI)
- 29 sièges à pourvoir au conseil municipal (population légale 2011 : 7 785 habitants)
- 2 sièges à pourvoir au conseil communautaire (Saint-Étienne Métropole)

|                          | Paul Celle *   | DVD            | 2 070 | 53,58  | 23 | 2 |  |  |
|                          | Xavier Valette | DVG            | 1 793 | 46,41  | 6  |   |  |  |
|                          |                |                |       |        |    |   |  |  |
| Inscrits                 | Inscrits       | Inscrits       | 6 191 | 100,00 |    |   |  |  |
| Abstentions              | Abstentions    | Abstentions    | 2 157 | 34,84  |    |   |  |  |
| Votants                  | Votants        | Votants        | 4 034 | 65,16  |    |   |  |  |
| Blancs et nuls           | Blancs et nuls | Blancs et nuls | 171   | 4,24   |    |   |  |  |
| Exprimés                 | Exprimés       | Exprimés       | 3 863 | 95,76  |    |   |  |  |
| * Liste du maire sortant |                |                |       |        |    |   |  |  |

### Villerest
- Maire sortant : Paul Court (DVG)
- 27 sièges à pourvoir au conseil municipal (population légale 2011 : 4 666 habitants)
- 3 sièges à pourvoir au conseil communautaire (CA Roannais Agglomération)

|                | Philippe Perron | DVD            | 1 345 | 57,33  | 22 | 2 |  |  |
|                | Nathalie Sarles | DVG            | 1 001 | 42,66  | 5  | 1 |  |  |
|                |                 |                |       |        |    |   |  |  |
| Inscrits       | Inscrits        | Inscrits       | 3 695 | 100,00 |    |   |  |  |
| Abstentions    | Abstentions     | Abstentions    | 1 200 | 32,48  |    |   |  |  |
| Votants        | Votants         | Votants        | 2 495 | 67,52  |    |   |  |  |
| Blancs et nuls | Blancs et nuls  | Blancs et nuls | 149   | 5,97   |    |   |  |  |
| Exprimés       | Exprimés        | Exprimés       | 2 346 | 94,03  |    |   |  |  |